# Aéroport régional de Qassim
L'aéroport de Qassim est l'aéroport régional de Buraydah, province d'Al Qasim (centre nord est de l'Arabie saoudite).

## Situation
| Neom Dammam Djeddah Riyadh Médine Al-Hofuf Yanbu Buraidah Abha Al Bahah Haïl Tabuk Ta'if Al-Jawf Al Wajh Arar Bisha Dawadmi Gurayat Najran Qaisumah Rafha Sharurah Al-`Ula Turaif Wadi al-Dawasir |

## Compagnies et destinations
| Compagnies                  | Destinations                                                                               |
| --------------------------- | ------------------------------------------------------------------------------------------ |
| Air Arabia                  | Charjah                                                                                    |
| Air Arabia Egypt            | Le Caire                                                                                   |
| AlMasria Universal Airlines | Le Caire                                                                                   |
| Azerbaijan Airlines         | En saison Charter : Bakou-H. Aliyev                                                        |
| EgyptAir                    | Le Caire                                                                                   |
| Flyadeal                    | Djeddah - Roi-Abdelaziz                                                                    |
| FlyBosnia                   | En saison : Sarajevo-Butmir                                                                |
| flydubai                    | Dubaï                                                                                      |
| Flynas                      | Abha, Dammam-roi Fahd, Djeddah - Roi-Abdelaziz En saison : Sarajevo-Butmir                 |
| Gulf Air                    | Manama-Bahreïn                                                                             |
| Kuwait Airways              | Koweït                                                                                     |
| Nesma Airlines              | Le Caire, Haïl                                                                             |
| Nile Air                    | Le Caire                                                                                   |
| Saudia                      | Dammam-roi Fahd, Djeddah - Roi-Abdelaziz, Médine-Prince M. Bin Abdulaziz, Riyad-roi Khaled |
| Turkish Airlines            | Istanbul                                                                                   |

Édité le 29 mai 2020

## Statistiques
Pour des raisons techniques, il est temporairement impossible d'afficher le graphique qui aurait dû être présenté ici.

Voir la requête brute et les sources sur Wikidata.